# Maýa Kulyýewa
Maýa Kulyýewa (russisch Мая Кулиева Maja Kulijewa; * 1. Mai 1920 in einem Bergdorf bei Bezmein, Turkestanische ASSR, Sowjetunion; † 27. April 2018) war eine sowjetisch-turkmenische Opernsängerin (Sopran) und Schauspielerin.

## Leben
Von 1938 bis 1941 erhielt Kulyýewa ihre Gesangsausbildung in der turkmenischen Abteilung des Moskauer Konservatoriums. 1941 ging sie an das neu eröffnete Makthtumkuly-Theater, das Opernhaus der turkmenischen Hauptstadt Aschgabat. Sie wirkte hier erfolgreich bei der Aufführung turkmenischer und anderer mittelasiatischer Opern mit. Sie führte unter anderem folgende Opern auf: Shasenem und Garib, Die Rose und die Nachtigall und Zokhre und Takir von Andryan Shaposhnikow sowie Abadan von Yuliy Meitus und T. Kuliew. Maýa Kulyýewa brachte als erste turkmenische Sängerin in ihrer Heimat klassisches Opernrepertoire zum Vortrag. Sie feierte damit große Erfolge. Sie sang die Marfa in Rimski-Korsakows Die Zarenbraut, die Tatjana in Tschaikowskys Eugen Onegin, die Marguerite in Gounods Faust und die Titelfigur in Madama Butterfly. Im Konzertsaal feierte Kulyýewa ähnliche Erfolge wie auf der Bühne. Sie spielte zahlreiche Schallplattenaufnahmen auf dem staatlichen sowjetischen Label „Melodija“ ein. Kulyýewa arbeitete auch als Schauspielerin.
1955 wurde Maýa Kulyýewa mit dem Titel „Volkskünstlerin der UdSSR“ ausgezeichnet.